# Sztum (stacja kolejowa)

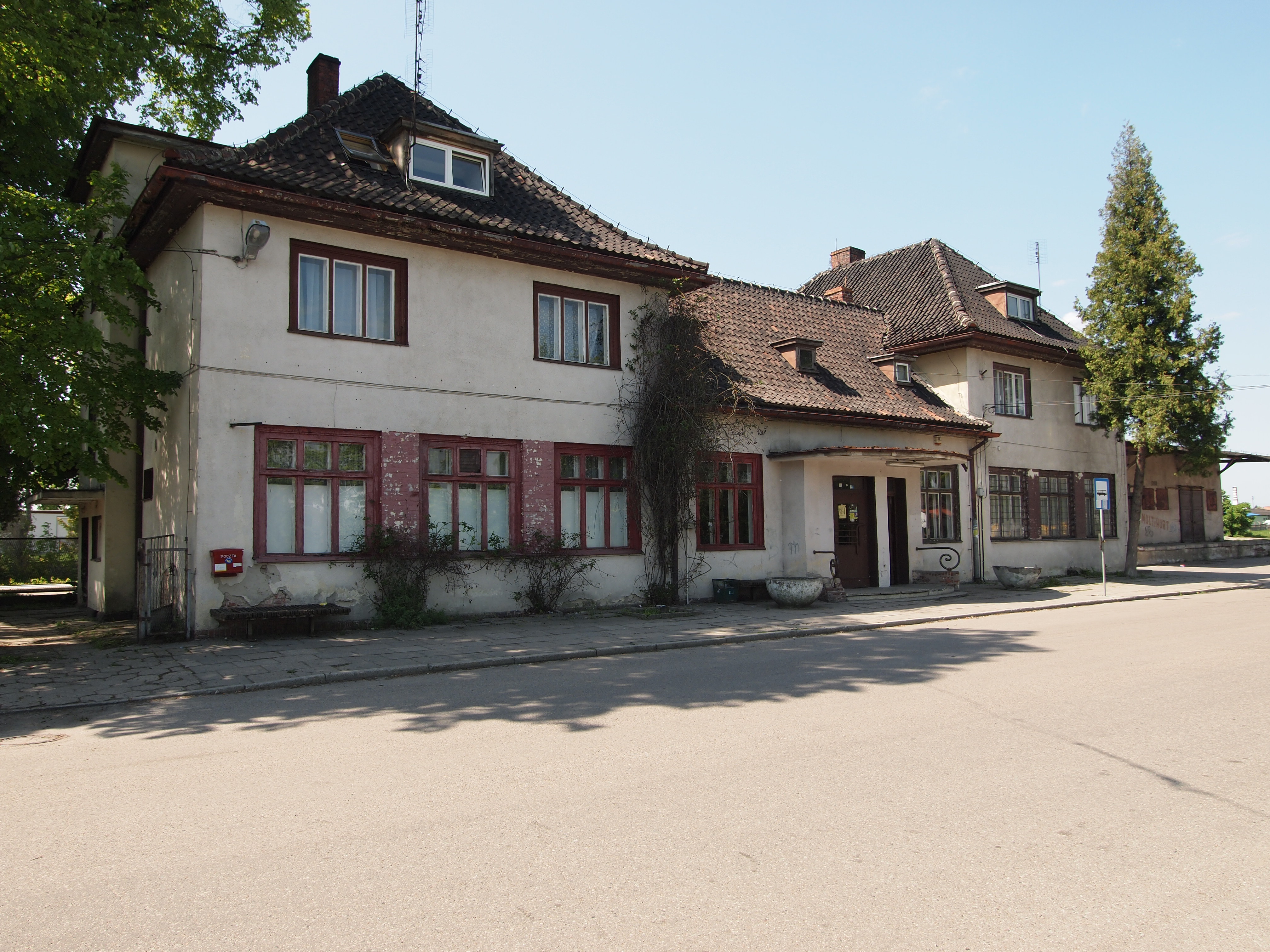
Dworzec, strona wschodnia

Sztum – stacja kolejowa w Sztumie, w województwie pomorskim, w Polsce. 
Według klasyfikacji PKP ma kategorię dworca lokalnego.

## Ruch pasażerski
| Rok  | Wymiana pasażerska na dobę |
| ---- | -------------------------- |
| 2017 | 300-499                    |
| 2022 | 20-299                     |

## Połączenia
- Grudziądz (Polregio, PKP Intercity)
- Kwidzyn (Polregio, PKP Intercity)
- Malbork (Polregio, PKP Intercity)
- Tczew (Polregio, PKP Intercity)
- Gdynia (Polregio, PKP Intercity)
- Płock (PKP Intercity)
- Katowice (PKP Intercity)